# Santorini (singel)
Santorini (zapis stylizowany: SANTORINI) – singel polskiej piosenkarki Mery Spolsky z jej trzeciego albumu studyjnego, zatytułowanego Erotik era. Singel został wydany 28 czerwca 2024.

## Geneza utworu i historia wydania
Utwór napisali i skomponowali Maria Żak i Grzegorz Stańczyk, który również odpowiada za produkcję utworu. Piosenkarka o singlu:

Czy lato musi być najlepszym czasem w roku? Czy idealne oświadczyny muszą być na Santorini? Czy na plaży muszę smażyć swoje wyćwiczone ciało w kusym bikini? Na wszystkie te pytania odpowiadam: NIE. Ale z drugiej strony, kto zabroni nam snuć tysiące wizji o idealnym życiu? Nikt. Dlatego w te wakacje prezentuję Wam piosenkę »Santorini«. Nie smućmy się gdy oczekiwania nie zgrają się z rzeczywistością. Idealne scenariusze są tylko na filmach. I w naszym teledysku!

Singel ukazał się w formacie digital download 28 czerwca 2024 w Polsce za pośrednictwem wytwórni płytowej Kayax. Piosenka została umieszczona na trzecim albumie studyjnym Mery Spolsky – Erotik era.
28 lipca 2024 piosenka została zaprezentowana telewidzom stacji TVN w programie Dzień dobry TVN. 1 sierpnia utwór został wykonany podczas koncertu Muzyka to coś, co nas łączy na Top of the Top Sopot Festival 2024.

## Teledysk
Do utworu powstał teledysk, który udostępniono w dniu premiery singla za pośrednictwem serwisu YouTube.

## Lista utworów
- Digital download[3]

1. „Santorini” – 3:47